# Tarn (departman)
Tarn je departman u francuskoj regiji Pireneji-Jug. Imenovan je po rijeci Tarn.

## Povijest
Departman je osnovan u vrijeme francuske revolucije 1790. iz dijela nekadašnje provincije Languedoc.

## Zemljopis
Tarn se nalazi sjevernim dijelu regije Jug-Pireneji. 